# Bossiaea riparia
Bossiaea riparia är en ärtväxtart som beskrevs av George Bentham. Bossiaea riparia ingår i släktet Bossiaea och familjen ärtväxter. Inga underarter finns listade i Catalogue of Life.